# 9830 Franciswasiak
9830 Franciswasiak este o planetă minoră (asteroid), cu un diametru de 2,515 km, din centura de asteroizi. A fost descoperită pe 7 noiembrie 1978 la Observatorul Palomar de Eleanor F. Helin. 
Obiectul prezintă o orbită caracterizată de o semiaxă mare de 2,2137698 UAi, o excentricitate de 0,06, o înclinație de 6,14572 ° în raport cu ecliptica.